# 子日神社 (川口市)
子日神社（ねのひじんしゃ）は、埼玉県川口市の神社。

## 歴史
創建年代は不明である。ただ江戸時代初期に武蔵国足立郡新井宿村を東西に分村する際に、創建されたものと推測される。東西新井宿の境界線は日光御成道であり、街道に面する形で、東には子聖権現（当社）と別当寺の多宝院が、西には西新井宿氷川社と別当寺の宝蔵寺が位置していた。
1873年（明治6年）、近代社格制度に基づく「村社」に列せられたが、明治末期の神社合祀により、西新井宿氷川神社に合祀された。1948年（昭和23年）に復活した。

## 交通アクセス
- 新井宿駅より徒歩4分。